# Passage d'Étienne
Le passage d'Étienne est une voie située dans le 10e arrondissement de Paris, en France.

## Situation et accès
Le passage d'Étienne est une voie privée située dans le 10e arrondissement de Paris. Elle débute au 19 rue d'Alsace et se termine au 144 rue du Faubourg-Saint-Denis.